# Pleistoanax
Pleistoanax (starořecky Πλειστοάναξ) z královské rodiny Agiovců byl král Sparty od roku 459 př. n. l. do roku 409 př. n. l. V letech 446 př. n. l. do roku 428 př. n. l. jej zastupoval syn Pausanias. Pleistoanax byl nejstarším synem Pausania, slavného vojevůdce pocházejícího z královské rodiny Agiovců, který na čele řeckých vojsk porazil v roce 479 př. n. l. Perská vojska v bitva u Platají.
Na trůn nastoupil v roce 459 př. n. l. V roce 457 př. n. l. Vedla Sparta invazi proti Fokida. Pleistoanax, protože byl ještě velmi mladý, nemohl se postavit na čelo spartského vojska; zastoupil ho syn jeho strýce Nikoméda Kleombrotos. V roce 445 př. n. l. Vpadli Atéňané na čele s Periklem do Euboia a jako odvetu vedl invazi Sparťanů do Atiky v témže roce už Pleistoanax osobně, ale za poradce mu Eforie určili Kleandrida. Sparťané pustošil krajinu kolem Atén, ale Atény se jim nepodařilo dobýt. Po předčasném stažení svého vojska z nepřátelského území byly Pleistoanax spolu Kleandridom vystaveni podezření, že byli podplaceni Periklem. Eforie je k tomu obvinili z úplatkářství. Kleandrida odsoudili na smrt a mladého krále na vysokou pokutu, kterou nevěděl splatit a byl proto nucen opustit Spartu. Pleistoanax žil pak 19 let ve vyhnanství v Arkádii na posvátném pozemku při svatyni boha Dia a během tohoto období ho na trůnu zastupoval jeho syn Pausanias.
Vzhledem k pokání a na podnět z delfské věštírny mu během peloponéské války v roce 428 př. n. l. Eforie povolily vstup do Sparty a ujmout se znovu vlády. Jeho další panování bylo ale ostře sledované jeho odpůrci, kteří ho podezřívali z toho, že podplatil Pýthie v delfské věštírně. Každý jeho neúspěch během peloponéské války proti Aténám využili proti němu. Pleistoanax proto použil veškerý svůj vliv na ukončení války a dosažení míru s Aténami. To se mu nakonec podařilo v roce 421 př. n. l., Když spolu s aténským státníkům Niki podepsaly mírovou smlouvu (tzv. Smlouva Nikias). Mírová smlouva měla platit 50 let. Obyvatelstvo a hlavně rolníci ho přivítali s nadšením. Mír netrval však dlouho už o tři roky Sparťané zaútočili na Argos. Jenže Argos byl demokratický stát a Atény ho nenechali bez pomoci. Na posílení spartský vojenských sil byl král Pleistoanax postaven na čelo armády sestávajících ze starých mužů a chlapců, která měla pomoci spolukrálovi AGID. Po příjezdu zjistil, že jeho pomoc již není nutná. Spartské vojsko v bitvě u Mantinelu zvítězilo. Pleistoanax se vrátil do Sparty. Zemřel v roce 409 př. n. l. a jeho nástupcem se stal jeho syn Pausanias.